# Kreuz Köln-Nord
Kreuz Köln-Nord is een knooppunt in de Duitse deelstaat Noordrijn-Westfalen.
Op dit knooppunt kruist de A57 vanaf Goch de A1 Heiligenhafen-Saarbrücken.

## Geografie
Het knooppunt ligt in het noorden van de stad Keulen op de grens tussen de deelgemeenten Ehrenfeld, Nippes en Chorweiler.
Het knooppunt ligt in het midden van de Metropoolgebied Rijn-Ruhr.
Het knooppunt ligt ongeveer 5 kilometer ten noordwesten van het stadscentrum van Keulen en ongeveer 30 kilometer ten zuiden van Düsseldorf.

## Configuratie
Knooppunt
Het is een klaverbladknooppunt met rangeerbanen.
Rijstrook
Nabij het knooppunt hebben beide snelwegen 2x2 rijstroken. Alle verbindingswegen hebben één rijstrook. Op de A57 vormt het knooppunt een gecombineerde afrit met de afrit Köln-Longerich. De A57 fungeert ten zuiden van het knooppunt als invalsweg naar het centrum van Keulen.

## Verkeersintensiteiten
Dagelijks passeren ongeveer 300.000 voertuigen het knooppunt. Hiermee behoort het tot de drukste verkeersknooppunten van Duitsland.
| Van                 | Naar                    | Gemiddeld aantal voertuigen per dag |
| ------------------- | ----------------------- | ----------------------------------- |
| AS Köln-Niehl (A1)  | AK Köln-Nord            | 98.100                              |
| AK Köln-Nord        | AS Köln-Bocklemünd (A1) | 90.300                              |
| AS Chorweiler (A57) | AK Köln-Nord            | 99.900                              |
| AK Köln-Nord        | AS Longerich (A57)      | 85.700                              |

## Richtingen knooppunt
| Aansluitende wegen                   | Aansluitende wegen | Aansluitende wegen | Aansluitende wegen | Aansluitende wegen                            |
| ------------------------------------ | ------------------ | ------------------ | ------------------ | --------------------------------------------- |
| richting Neuss / Düsseldorf Krefeld  |                    |                    |                    | richting Düsseldorf-Süd Oberhausen / Dortmund |
|                                      |                    |                    |                    |                                               |
|                                      |                    |                    |                    |                                               |
|                                      |                    |                    |                    |                                               |
| richting Euskirchen Aachen / Koblenz |                    |                    |                    | richting Köln-Bickendorf / -Zentrum           |